# Iwan Smijan
Iwan Smijan, ukr. Іван Сміян (ur. 10 stycznia 1929 w Biłce w rejonie trościańskim w obwodzie sumskim Ukrainy) – ukraiński naukowiec w dziedzinie medycyny, doktor nauk medycznych (1968), profesor (1973), rektor Państwowego Uniwersytetu Medycznego imienia I.Ja. Horbaczewskiego w Tarnopolu (1981–1997).

## Życiorys
W 1957 roku ukończył Charkowski Instytut Medyczny.
W latach 1948–1957 pracował jako lekarz na wsi Wierzbowiec w rejonie trembowelskim, następnie był głównym lekarzem sanatorium dziecięcego w Truskawcu (1957–1962). Naczelnik wydziału Zakarpackiego instytutu badawczego w latach 1962–1964, starszy pracownik naukowy, kierownik oddziału instytutu badawczego w Piatigorsku (1964-1970).
Od roku 1970 – w Tarnopolskim Instytucie Medycznym (obecnie Narodowy Uniwersytet Medyczny): kierownik katedry pediatrii, jednocześnie – prorektor ds. nauczania pracy (1975-1980), rektor (1981-1997), w latach 1997–2004, 2007 – profesor katedry pediatrii; doradca rektora (2004-2005).
Członek Rady Nadzorczej Państwowego Uniwersytetu Medycznego imienia I.Ja. Horbaczewskiego w Tarnopolu.

## Spuścizna naukowa
Autor i współautor ponad 600 publikacji naukowych, edukacyjno-metodycznych przewodników i rekomendacji, w tym
- 72 monografii,
- broszur,
- wykładów, w szczególności
  - „Педіатрія” (cykl wykładów; 1999, 2006),
  - „Актуальні питання вакцинопрофілактики інфекційних хвороб у дітей” (2001),
  - „Дитяча інфектологія” (2004),
  - „Генетика дитячого віку” (2005).

Autor 28 książek wspomnień, w szczególności
- „Від книги до книги” (2001),
- „Господи помилуй і спаси” (2004),
- „З журбою радість обнялась” (2006),
- „Прийшов, написав, прожив (Veni, scripci, vixi)” (2014)[2] i inne.